# Boris Hagelin
Boris Caesar Wilhelm Hagelin (Adzhikend, 2 luglio 1892 – Zugo, 7 settembre 1983) è stato un imprenditore e inventore svedese, creatore di macchine crittografiche.

## Biografia

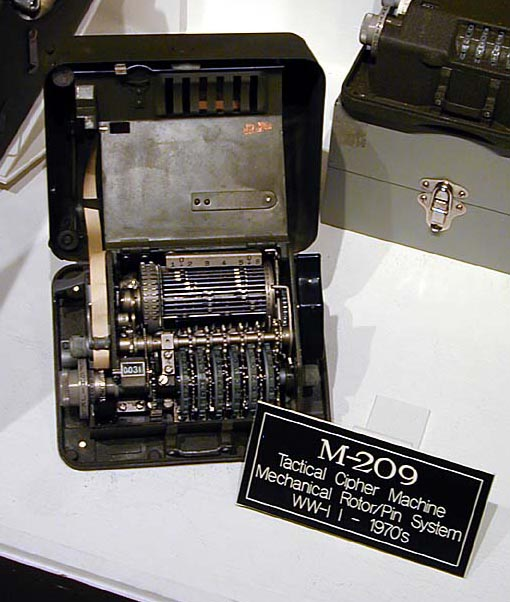
Una M-209 disegnata da Hagelin

Nato da genitori svedesi ad Adshikent, in Azerbaigian, Hagelin ha frequentato il collegio a Lundsberg e in seguito ha studiato ingegneria meccanica al Royal Institute of Technology di Stoccolma, diplomandosi nel 1914. Ha maturato esperienza nel campo dell'ingegneria lavorando in Svezia e negli Stati Uniti.
Suo padre Karl Wilhelm Hagelin lavorava nell'estrazione petrolifera per Nobel a Baku, ma la famiglia è tornata in Svezia dopo la rivoluzione russa. Karl Wilhelm era un investitore nella società Aktiebolaget Cryptograph di Arvid Gerhard Damm, fondata per vendere macchine a rotore costruite utilizzando il brevetto di Damm del 1919. Boris Hagelin è stato dunque inserito nell'azienda per rappresentare l'investimento di famiglia. Nel 1925 Hagelin rilevò l'azienda, riorganizzandola poi come Aktiebolaget Cryptoteknik nel 1932. Le sue macchine erano in competizione con le macchine Enigma di Scherbius, ma vendevano di più.
All'inizio della seconda guerra mondiale, Hagelin si trasferì dalla Svezia agli Stati Uniti, portando con sé il progetto della nuova macchina. Quella macchina era piccola, economica e abbastanza sicura, e convinse dunque l'esercito americano ad adottarlo. Ne furono fatte molte decine di migliaia e di conseguenza Hagelin divenne piuttosto ricco. Nel 1952 si trasferisce a Zugo, in Svizzera, dove ancora oggi la sua azienda opera come Crypto AG. Hagelin ha successivamente venduto fraudolentemente macchine compromesse a una varietà di clienti per conto della CIA, che le ha successivamente sfruttate per spiare Paesi nemici e alleati durante la guerra fredda. Lo storico David Kahn ha affermato che Hagelin è stato stato l'unico produttore di macchine crittografiche ad essere mai diventato milionario.

## Brevetti
- (EN)  US1846105, United States Patent and Trademark Office, Stati Uniti d'America.	(B-21)
- (EN)  US2089603, United States Patent and Trademark Office, Stati Uniti d'America.	(C-35)
- (EN)  US2247170, United States Patent and Trademark Office, Stati Uniti d'America.
- (EN)  US2802047, United States Patent and Trademark Office, Stati Uniti d'America.
- (EN)  US2851794, United States Patent and Trademark Office, Stati Uniti d'America.	(CD-57)
- (EN)  US3083263, United States Patent and Trademark Office, Stati Uniti d'America.
- (EN)  US3485948, United States Patent and Trademark Office, Stati Uniti d'America.